# Gangapur
Gangapur es un pueblo y  nagar Panchayat situada en el distrito de Varanasi en el estado de Uttar Pradesh (India). Su población es de 7561 habitantes (2011). 

## Demografía
Según el censo de 2011 la población de Gangapur era de 7561 habitantes, de los cuales 3968 eran hombres y 3593 eran mujeres. Gangapur tiene una tasa media de alfabetización del 75,72%, superior a la media estatal del 67,68%: la alfabetización masculina es del 83,53%, y la alfabetización femenina del 67,13%.